# Donald Penn
Donald Ward Penn (Los Angeles, 27 aprile 1983) è un ex giocatore di football americano statunitense che ha militato nel ruolo di offensive tackle nella National Football League (NFL). Al college giocò a football all'Università statale dello Utah.

## Carriera professionistica

### Minnesota Vikings
Penn firmò come free agent coi Minnesota Vikings, dopo non essere stato scelto nel draft NFL 2006. Disputò la pre-stagione del 2006, prima di essere svincolato.

### Tampa Bay Buccaneers
Dopo il taglio da parte dei Vikings, Penn firmò coi Buccaneers, con cui non scese mai in campo nella sua stagione da rookie. Nell'annata successiva invece disputò tutte le 16 partite della stagione regolare, 12 delle quali come titolare.
Penn ricevette il suo primo passaggio nella gara contro i Philadelphia Eagles del 12 ottobre 2009, su un passaggio deviato da Josh Johnson, portandondola avanti per 15 yard. Nella settimana 10 della stessa stagione, contro i Miami Dolphins, Penn bloccò il suo primo tentativo di extra point.
Penn ricevette il suo primo passaggio da touchdown nella NFL il 21 novembre 2010 contro i San Francisco 49ers. Esso giunse su un passaggio da una yard di Josh Freeman che portò in vantaggio i Buccaneers 21-0 nel quarto periodo.
Penn fu convocato per il Pro Bowl 2011 dopo che il tackle dei Green Bay Packers Chad Clifton non poté partecipare alla manifestazione per la qualificazione della propria franchigia al Super Bowl XLV.
Nella stagione 2011, Penn disputò tutte le 16 gare stagionali come titolare. A fine stagione fu votato al 97º posto nella NFL Top 100, l'annuale classifica dei migliori cento giocatori della stagione.
Nella settimana 10 della stagione 2013 ricevette dal quarterback Mike Glennon un passaggio da touchdown da 1 yard che fu decisivo nella vittoria dei Bucs nel Monday Night Football contro i Miami Dolphins, in quella che fu la prima vittoria stagionale della sua squadra.
Il 13 marzo 2014, Penn fu svincolato dai Buccaneers.

### Oakland Raiders
Il 19 marzo 2014, Penn firmò un contratto biennale con gli Oakland Raiders da 9,6 milioni di dollari, dei quali 4,2 garantiti. Nel quattordicesimo turno fu schierato come ricevitore eleggibile e segnò su un passaggio da touchdown del quarterback rookie Derek Carr, contribuendo alla vittoria a sorpresa sui San Francisco 49ers. Nel 2016, Penn fu convocato per il secondo Pro Bowl in carriera, selezione avvenuta anche l'anno successivo

### Washington Redskins
Nel 2019 Penn firmò con i Washington Redskins dove disputò l'ultima stagione carriera, ritirandosi nel 2020.

## Palmarès

### Individuale
- Convocazioni al Pro Bowl: 3

2011, 2016, 2017